# غوران نيكوليتش
غوران نيكوليتش مواليد 1 يوليو 1976 في نيكشيتش، جمهورية يوغوسلافيا الاشتراكية الاتحادية، هو لاعب كرة سلة مونتينيغري معتزل. بدأ مسيرته الاحترافية في سنة 1996. يبلغ طوله 6 قدم 9.5 بوصة (2.1 م). اعتزل اللعب في 2010.

## المسيرة الاحترافية
لعب مع نادي إف إم بي لكرة السلة من سنة 1997 إلى 2003، ثم لعب مع نادي أنادولو إفيس لكرة السلة من سنة 2003 إلى 2005، ثم لعب مع سي بي إستوديانتس في الدوري الإسباني في موسم 2006–2007، ثم لعب مع ألبا برلين في الدوري الألماني في موسم 2007–2008، ثم لعب مع نادي بانيونيس لكرة السلة في موسم 2008–2009، ثم لعب مع نادي ليماسول لكرة السلة في سنة 2009.

## روابط خارجية
- غوران نيكوليتش على موقع الاتحاد الدولي لكرة السلة (الإنجليزية)
- غوران نيكوليتش على موقع الدوري الأوروبي لكرة السلة (الإنجليزية)
- غوران نيكوليتش على موقع الدوري الإسباني لكرة السلة (الإسبانية)
- غوران نيكوليتش على موقع كرة السلة الأوروبية.كوم (الإنجليزية)
- غوران نيكوليتش على موقع ريلجم (الإنجليزية)
- غوران نيكوليتش على موقع بروبوليرز (الإنجليزية)
- غوران نيكوليتش على موقع سبورتس رفرنس (الإنجليزية)